# Rheum wittrockii
Rheum wittrockii C.E. Lundstr. – gatunek rośliny z rodziny rdestowatych (Polygonaceae Juss.). Występuje naturalnie w Pakistanie, Kazachstanie, Kirgistanie oraz zachodnich Chinach (w regionie autonomicznym Sinciang). 

## Morfologia
PokrójBylina dorastająca do 100 cm wysokości.
LiścieMają owalny kształt. Mierzą 40 cm długości oraz 30 cm szerokości. Blaszka liściowa jest całobrzega, o sercowatej nasadzie i tępym lub ostrym wierzchołku. Ogonek liściowy jest owłosiony i osiąga 30–40 cm długości. Gatka jest błoniasta.
KwiatyZebrane w wiechy, rozwijają się na szczytach pędów. Listki okwiatu mają eliptyczny kształt i białawą barwę, mierzą 2 mm długości.
OwoceMają podłużnie okrągły kształt, osiągają 13–15 mm długości.

## Biologia i ekologia
Rośnie w lasach oraz na łąkach. Występuje na wysokości od 1200 do 2600 m n.p.m. Kwitnie w lipcu.